# الکسیوکا (شهرستان خابارسکی، سرزمین آلتای)
الکسیوکا (به لاتین: Alexeyevka) یک منطقهٔ مسکونی در روسیه است که در سرزمین آلتای واقع شده‌است.